# Bengalenweber

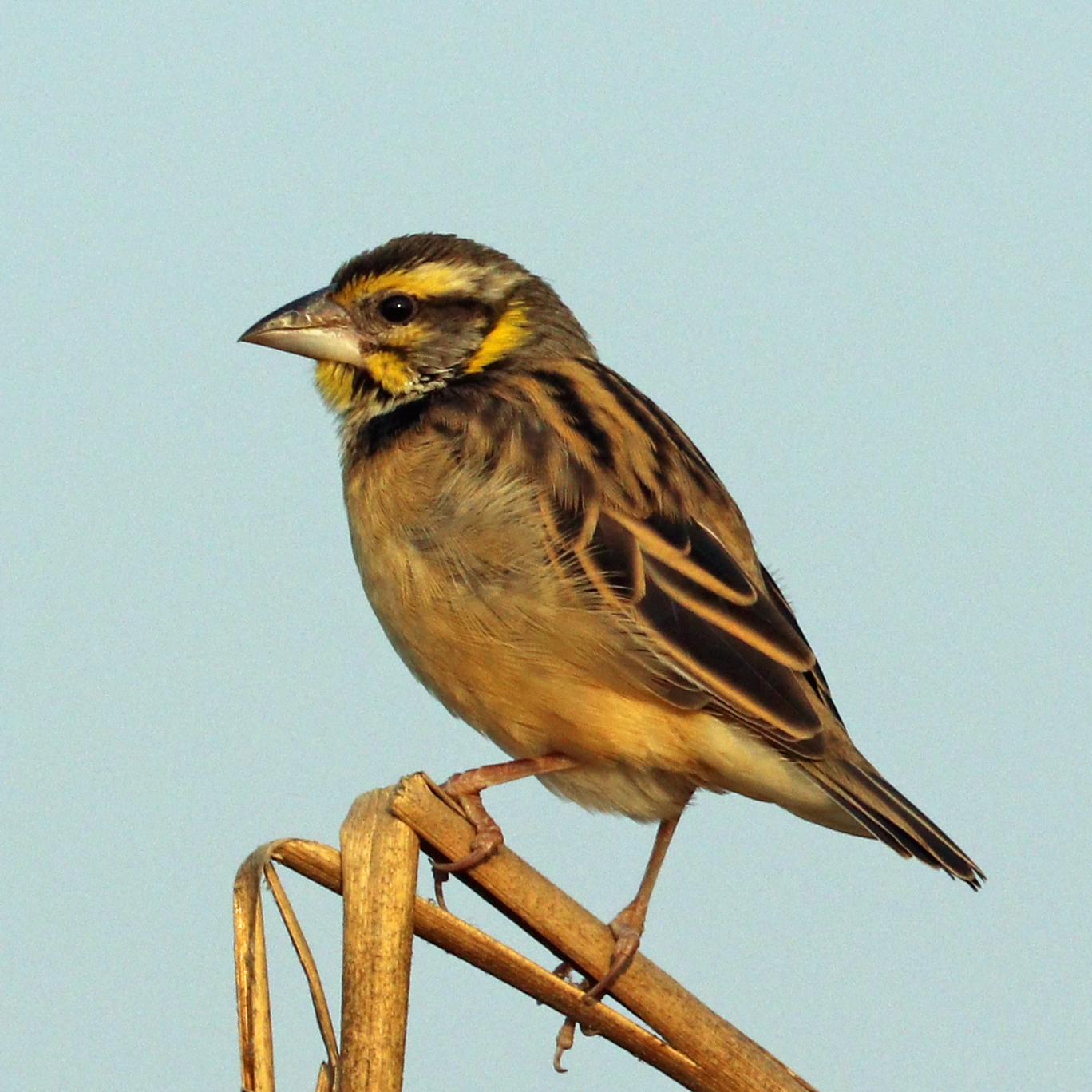
Im Schlichtkleid

Der Bengalenweber (Ploceus benghalensis, Syn.: Loxia benghalensis) zählt innerhalb der Familie der Webervögel (Ploceidae) zur Gattung der Ammerweber (Ploceus).
Der Vogel kommt in Nordostindien und Südosten Pakistans, im Süden Nepals und in Bangladesch vor.
Das Verbreitungsgebiet umfasst feuchte Lebensräume mit hohem Gras- oder Schilfbewuchs in Gewässernähe, gerne in der Nähe von Teichen und Sümpfen.

## Merkmale
Die Art ist 15 cm groß und wiegt zwischen 18 und 22 g. Männchen im Brutkleid haben leuchtendes Goldgelb auf Stirn und Scheitel, eine hell graue bis weiße Kehle und ein breites schwarzes Halsband als Abgrenzung gegen die gelblich-weißeUnterseite. Nacken und Ohrdecken sind dunkelbraun, die Oberseite dunkel mit kräftigen schwarzen Streifen. Flügeldecken und Schwanz sind graubraun, der Bürzel hellbraun.
Im Schlichtkleid sieht das Männchen wie das Weibchen aus, keine abgesetzten Scheitel, insgesamt braun, das schwarze Brustband weniger deutlich, breiter Überaugenstreif, dunkler Fleck hinter dem Ohr und blass gelber schmaler Bartstreif sind Merkmale. Die Kopfseite ist grau, gelb, schwarz längsgestreift, die Unterseite schwach, die Oberseite kräftig schwarz gestreift.
Die Art ist monotypisch.

## Stimme
Der Gesang des Männchens wird als sehr sanfte Reihe zischender Töne, die in tiefem Summen enden, beschrieben.

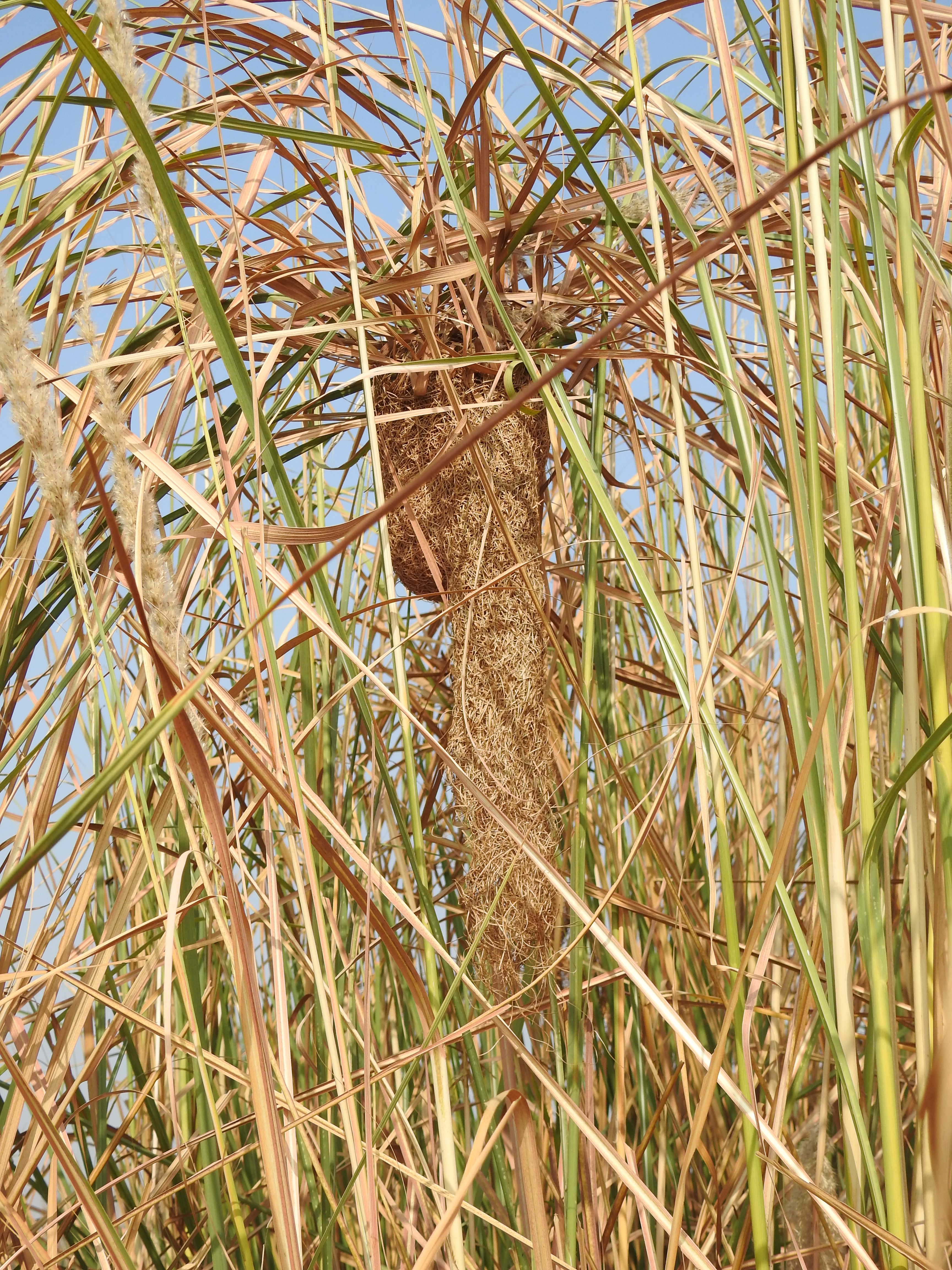
Nest im Gras hängend, in Indien

## Lebensweise
Die Nahrung besteht hauptsächlich aus Samen, auch von Japanhirse, Glanzgräsern, Bambus und Reis.
Die Brutzeit liegt zwischen Juni und September bis Oktober. Bengalenweber sind polygyn, brüten in kleinen Kolonien, gerne auch zusammen mit anderen Weberarten.
Bei der Balz verneigt das Männchen sich und zeigt dem Weibchen seinen Scheitel, schlägt mit den Flügeln und singt „tsi-tsisit-tsisik-tsik-tsik“ wie eine Grille oder wie angedeutetes Quietschen eines ungeölten Rades.
Das Nest ist wie das der Manyarweber, aber mit kleinerem, schmalerem Eingang. Es werden 3–4 weiße Eier gelegt, die sich nicht von denen anderer Weber unterscheiden.

## Gefährdungssituation
Der Bestand gilt als nicht gefährdet (Least Concern).